# Никифоров, Пётр Никифорович
Пётр Ники́форович Ники́форов (28 ноября 1912, Фадейкино, Царевококшайский уезд, Казанская губерния ― 14 апреля 1987, Йошкар-Ола, Марийская АССР) ― марийский советский музыкант, дирижёр, педагог. Преподаватель Йошкар-Олинского музыкального училища (1945―1983), создатель и дирижёр оркестра народных инструментов (1937―1972). Вошёл в историю как основатель марийской школы струнных народных инструментов. Заслуженный деятель искусств Марийской АССР (1951). Участник Великой Отечественной войны.

## Биография
Родился 28 ноября 1912 года в д. Фадейкино ныне Моркинского района Марий Эл.
Окончил школу-интернат, участник хора И. Ключникова-Палантая. В 1935 году окончил Горьковское музыкальное училище. В 1935―1937 годах служил в рядах РККА. В 1937―1941 годах ― преподаватель Марийского музыкально-театрального училища, завуч детской музыкальной школы.
В 1941 году вновь призван в Красную Армию. Участник Великой Отечественной войны: заведующий делопроизводством хозяйственной части гвардейского миномётного полка на Южном фронте, гвардии лейтенант интендантской службы. Демобилизовался 13 июня 1946 года. Награждён орденом Красной Звезды (1945), боевыми медалями, в т. ч. медалью «За боевые заслуги» (1943). В 1985 году ему вручили орден Отечественной войны II степени.
В 1945–1983 годах был преподавателем Йошкар-Олинского музыкального училища. В 1957 году окончил Московский музыкально-педагогический институт им. Гнесиных.
Скончался 14 апреля 1987 года в Йошкар-Оле.

## Музыковедческая деятельность
Вошёл в историю как основатель марийской школы струнных народных инструментов. В 1937―1972 годах был создателем и дирижёром оркестра народных инструментов Йошкар-Олинского музыкального училища (1937―1972).
В 1959 году издал книгу «Марийские народные музыкальные инструменты».
Был автором серии передач на Марийском телевидении о марийской музыкальной культуре.
В 1951 году присвоено почётное звание «Заслуженный деятель искусств Марийской АССР». В том же году награждён медалью «За трудовое отличие». Дважды удостоен Почётной грамоты Президиума Верховного Совета Марийской АССР (1956, 1972).

## Награды и звания
- Орден Отечественной войны II степени (06.04.1985)[7]
- Орден Красной Звезды (20.05.1945)[8]
- Медаль «За боевые заслуги» (14.02.1943)[9]
- Медаль «За оборону Сталинграда»[10]
- Медаль «За победу над Германией в Великой Отечественной войне 1941—1945 гг.» (09.05.1945)[11]
- Медаль «За трудовое отличие» (1951)[1]
- Почётная грамота Президиума Верховного Совета Марийской АССР (1956, 1972)[1]
- Заслуженный деятель искусств Марийской АССР (1951)[1]